# Ermita de Santa Marina (Marieta)
La ermita de Santa Marina es una pequeña ermita situada cerca de Marieta, España. Se encuentra en el monte, a unos kilómetros al norte de dicha localidad.

## Historia
La ermita se construyó en el siglo XV. El obispo de Calahorra la visitó en 1793, y no le parecieron adecuadas sus imágenes. En 1825 la diócesis de Vitoria decidió derruirla y construir una nueva más cerca de Marieta, aunque estos planes nunca se llevaron a cabo.

## Arte
El pórtico está fechado en el siglo XV. La imagen de Santa Marina se conserva actualmente en la iglesia de la Santa Cruz, en Marieta.

## Festividades
El 20 de julio, víspera de la festividad de Santa Marina, se realiza una romería hasta la ermita. En ella se lleva la imagen de Santa Marina desde la iglesia hasta la ermita. Se celebra desde el año 1651.